# رودي كلارك
رودي كلارك (بالإنجليزية: Rudy Clark)‏ هو كاتب أغاني أمريكي، ولد في 1935.

## وصلات خارجية
- رودي كلارك على موقع IMDb (الإنجليزية)
- رودي كلارك على موقع ميوزك برينز (الإنجليزية)
- رودي كلارك على موقع قاعدة بيانات برودواي على الإنترنت (الإنجليزية)
- رودي كلارك على موقع أول ميوزيك (الإنجليزية)
- رودي كلارك على موقع ديسكوغز (الإنجليزية)